# Zakładka (bibliologia)

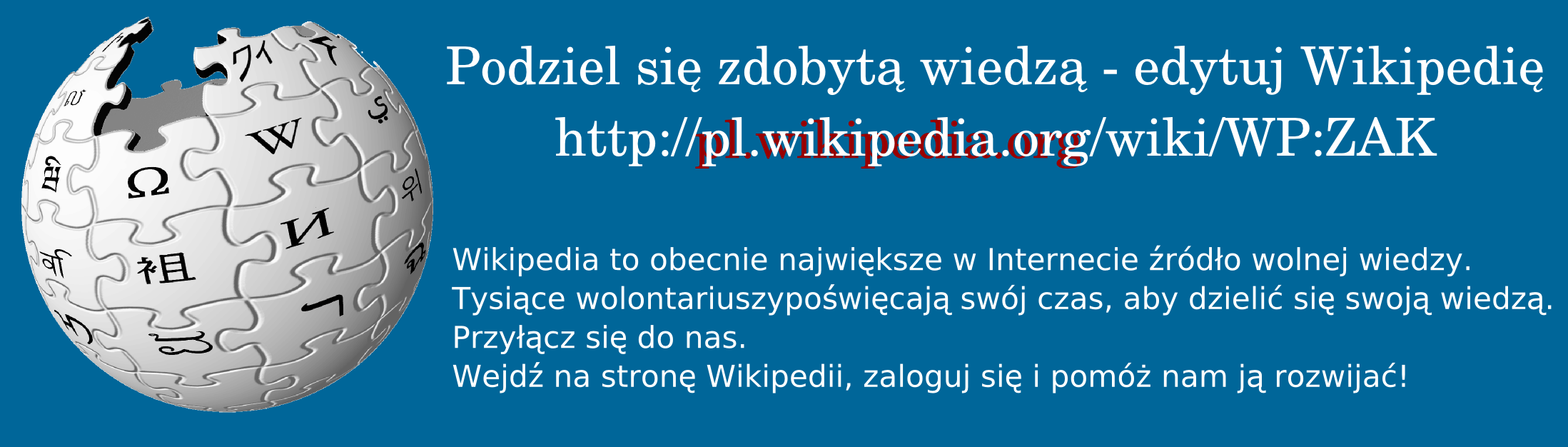
Zakładka promująca Wikipedię

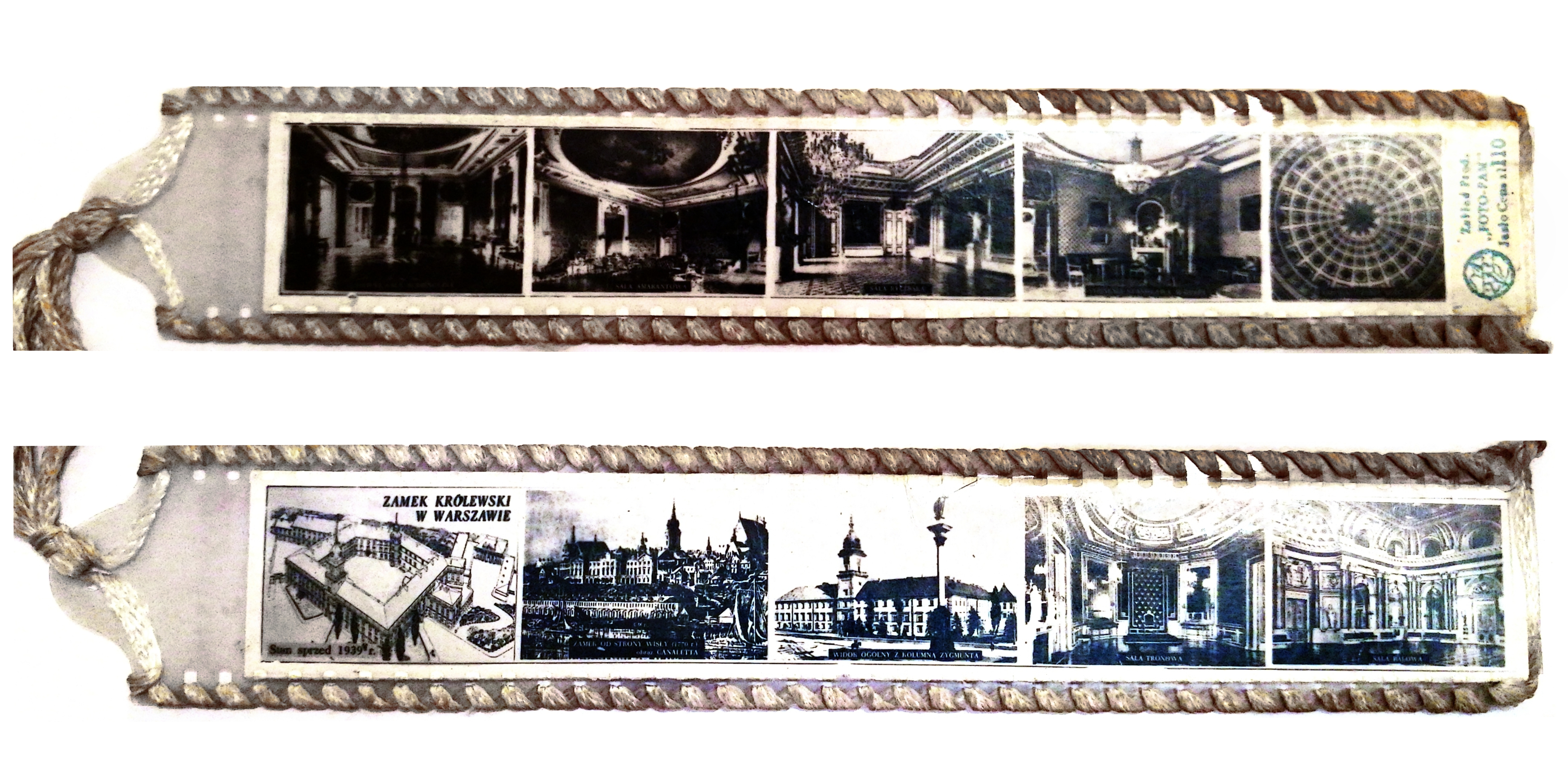
Zakładka wyprodukowana przez zakłady produkcyjne Foto-Pam w Jaśle, oprawiona w kliszę fotograficzną

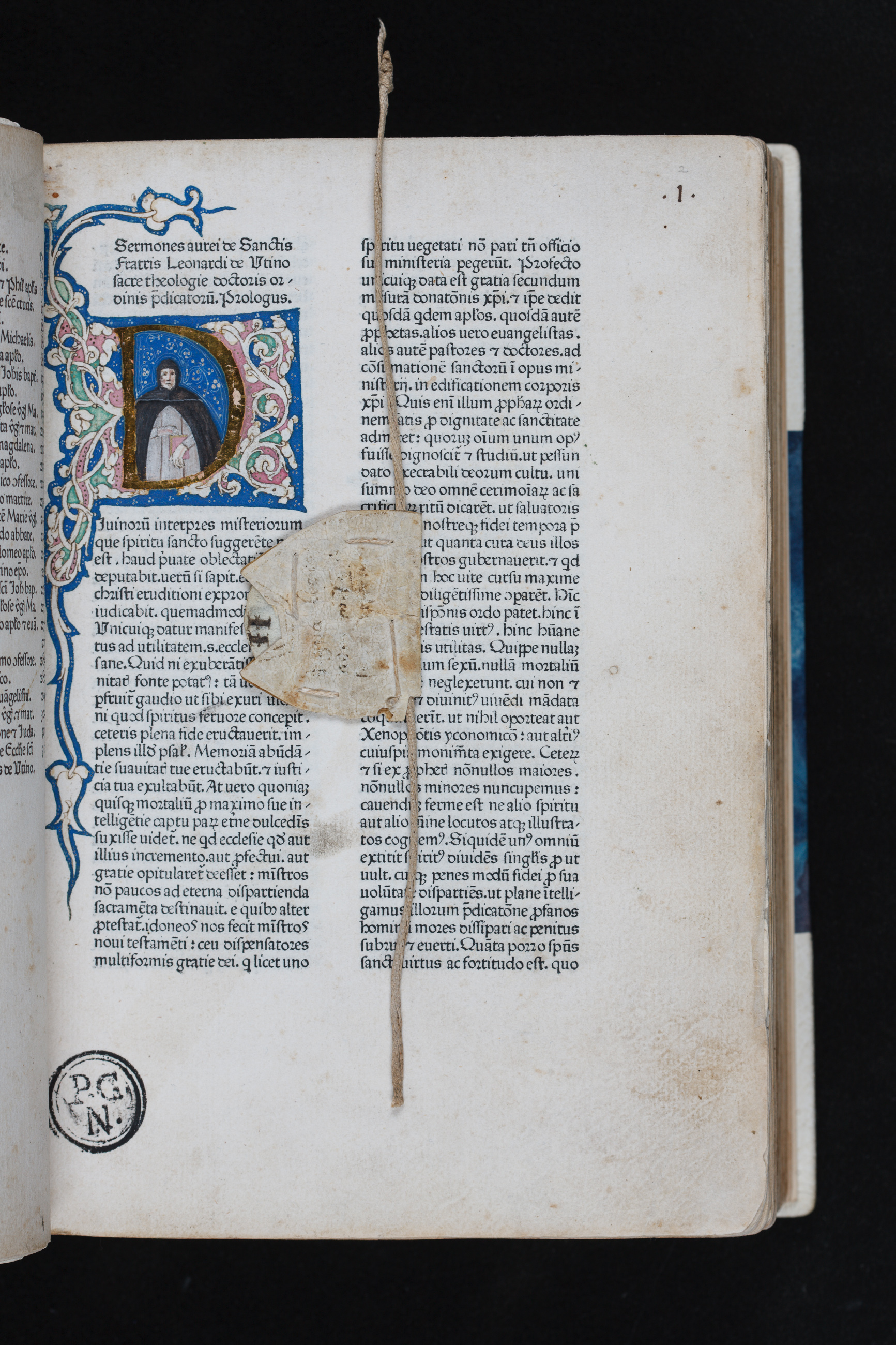
Zakładka rotacyjna, XV wiek

Zakładka (bibliologia) – ozdobny pasek papieru, tkaniny itp. służący do zaznaczenia miejsca w książce, w którym przerwało się czytanie. Zakładki stosowane są także jako nośnik informacji, forma reklamy, bywają przedmiotami kolekcjonerskimi.

## Historia
Pierwsze zakładki pojawiły się w I wieku n.e. wraz z pojawieniem się kodeksu, czyli zbioru złączonych kart, zszytych lub sklejonych na jednym brzegu zwanym grzbietem. Najstarsza zachowana zakładka pochodzi z VI wieku n.e. Towarzyszyła ona koptyjskiemu kodeksowi, który został odnaleziony w ruinach klasztoru św. Jeremiasza w Sakkara, w Egipcie. Ma ona formę paska skóry podklejonej welinem, przymocowana jest do okładki kodeksu.
Podobne zakładki odnaleziono w innych koptyjskich kodeksach, które powstawały od I do XI wieku, oraz karolińskich z VIII do XII wieku. 
W okresie od XII do XV wieku stosowano zakładki głównie w bibliotekach średniowiecznych klasztorów. W większości wykonane były z welinu czyli pergaminu z cielęcej skóry lub resztek skóry, która zostawała z oprawy książki.
Stosowano różne formy zakładek:
- podobne do spinacza (typu clip on) wykonanego z welinu[3];
- kawałek skóry czy sznureczka przytwierdzony do kapitałki[4];
- nacięcie kartki w jej rogu, włożenie tam paska papieru tak, aby wystawał poza książkę[5];
- przyklejenie paska papieru do dłuższego brzegu strony (na pasku zawarte były czasem dodatkowe informacje[5];
- zagięta wzdłuż całej długości strona, która stawała się zakładką (w iluminowanym manuskrypcie Historia Scholastica Petrusa Comestora z XIII wieku, z zasobu British Library)[2];
- zakładka składająca się z kilku sznureczków (przypominająca pająka) przytwierdzona do górnej części grzbietu książki, umożliwiająca zaznaczenie kilku miejsc w książce[5];
- zakładka rotacyjna zbudowana ze sznureczka przymocowanego do górnej części oprawy oraz znacznika w formie kopertki, w której umieszczano dysk podzielony na cztery pola, często ponumerowany od 1 do 4. Kopertka przymocowana była do sznurka tak, że można ją było przesuwać. Dysk natomiast można było obracać. Przy pomocy takiej zakładki zaznaczano nie tylko stronę, ale także kolumnę i wers[5].

W XVIII wieku wprowadzono wąską jedwabną tasiemkę, przyczepianą u góry grzbietu książki, umieszczoną wzdłuż całej długości strony i wystającą poza dolną jej krawędź.
Rozkwit w dziejach zakładek nastąpił na przełomie XIX i XX wieku w Anglii (w epoce wiktoriańskiej i edwardiańskiej). Początkowo wykonywane były w sposób rękodzielniczy: haftowane, tworzone z kawałków wstążek, do których czasem przyszywano miniaturowe, akwarelowe obrazki. W latach 60. XIX wieku rozpoczęto produkcję zakładek tkanych maszynowo, głównie w brytyjskim centrum przemysłu włókienniczego w Coventry. Jedna z pierwszych, wykonana została po śmierci księcia Alberta, męża królowej Wiktorii. Znanym i popularnym producentem takich zakładek był Thomas Stevens.

## Współczesne zakładki
W XX i XXI wieku zakładka do książki jest nadal bardzo popularna. Stosuje się wiele technik i różne materiały do jej wykonania.
Najczęściej spotykane zakładki:
- tasiemka przytwierdzona do górnej części grzbietu książki;
- wykonane z grubego papieru, pokryte różnymi wzorami, ręcznie malowane lub zadrukowane, często laminowane;
- drewniane – zdobione ręcznie, laserowo lub z wypalanym wzorem;
- skórzane – tłoczone, barwione, szyte;
- metalowe – wycinane, zdobione laserowo, często z przywieszką wystającą poza okładkę;
- z różnych rodzajów włóczek lub sznurka wykonanych na drutach, szydełku lub techniką makramową;
- z różnych tkanin szyte, haftowane;
- wykonane techniką origami, zakładane najczęściej na róg kartki;
- po II wojnie światowej zakłady produkcyjne Foto-Pam w Jaśle produkowały zakładki wykonane z wywołanej i nienaświetlonej kliszy fotograficznej, służącej za oprawę cykli fotografii np. zabytków miast, fauny lub flory;
- wykonane techniką hapa zome – japońska technika naturalnego druku, gdzie farbę zastępuje barwnik zawarty w świeżych kwiatach i liściach; układa się kompozycję roślinną na tkaninie lub papierze, przy użyciu młotka wbija się pigment w podłoże[6];
- zakładka magnetyczna – składająca się z dwóch ramion podklejonych folią magnetyczną[7].

Zakładki do książki oprócz praktycznej funkcji zaznaczania strony są także przedmiotami dekoracyjnymi, pamiątkowymi, kolekcjonerskimi, a także medium reklamowym i informacyjnym.